# Love Message!
Singles de THE Possible
Happy 15
(2007) Kazoku e no Tegami
(2008)
Love Message! (ラヴメッセージ!) est le 8e single indépendant du groupe féminin de J-pop THE Possible, sorti en 2008 dans le cadre du Nice Girl Project.

## Présentation
Le single sort le 20 février 2008 au Japon, écrit (face A) et produit par Tsunku. C'est le second disque du groupe à sortir dans le cadre du Nice Girl Project, et son dernier disque à sortir en "indépendant" sous le label Good Factory Record de TNX, avant son passage en "major" le mois suivant sous le label TN-mix distribué par Pony Canyon.
Le single atteint la 20e place du classement de l'Oricon, et reste classé pendant une semaine pour un total de 7 046 exemplaires vendus. C'est le dernier à sortir également en format "single V" (DVD), un mois plus tard ; les suivants sortiront en format CD et CD+DVD. La chanson-titre du disque a été utilisée comme musique de générique de fin pour une émission télévisée, Kid, et figurera sur le premier album du groupe, Kyūkyoku no The Possible Best Number Shō 1 de 2008. Canary Club, l'autre groupe du Nice Girl Project, apparait sur la chanson en "face B" : Sotsugyōshiki ~Otona ni Naru 1 Page~ ; celle-ci sera reprise en solo par Aina Hashimoto en 2011 sur l'album 6 Nenme Shido Kinen Mini Album 6 Nenme Start! de THE Possible.

## Liste des titres
Toutes les paroles sont écrites par Tsunku.
| 1. | Love Message! (ラヴメッセージ!)                                    | Tsunku / Atsushi Yamazaki | 3:33 |
| 2. | Sotsugyōshiki ~Otona ni Naru 1 Page~ (卒業式～大人になる1ページ～) | Hatake / Hiroshi Uetsugi  | 4:15 |
| 3. | Love Message! (Instrumental) (ラヴメッセージ! (Instrumental))      | Tsunku / Atsushi Yamazaki | 3:33 |
| 4. | Sotsugyōshiki ~Otona ni Naru 1 Page~ (Instrumental)                | Hatake / Hiroshi Uetsugi  | 4:13 |

| 1. | Love Message! (ラヴメッセージ!)                                                                               |  |
| 2. | Sotsugyōshiki ~Otona ni Naru 1 Page~ (Photo and Music Show) (卒業式～大人になる1ページ～(PHOTO & MUSIC SHOW)) |  |
| 3. | Love Message! (Making of) (ラヴメッセージ! (メイキング映像))                                                  |  |
| 4. | Love Message! (Captioned) (ラヴメッセージ! (歌詞あり))                                                        |  |